# Diocesi del Malawi Settentrionale
La Diocesi del Malawi Settentrionale è una delle quattro diocesi del Malawi all'interno della Chiesa della Provincia dell'Africa Centrale: l'attuale vescovo è Fanuel Magangani.